# Доведення з Книги
«Доведення з Книги. Найкращі доведення з часів Евкліда до наших днів» — популярна книга з математики Мартіна Айгнера та Ґюнтера Ціґлера.
Книгу присвячено Палу Ердешу, який часто називав «Книгою» місце, в якому Бог зберігає найкращі доведення математичних теорем. У своїй лекції 1985 року Ердеш сказав: «Вірити в Бога не обов'язково, але в Книгу вірити варто».
Книжка витримала п'ять видань англійською мовою. Перекладена також іспанською, італійською, китайською, корейською, німецькою, перською, польською, португальською, російською, турецькою, угорською, французькою та японською мови.

## Зміст
Перше видання містило 32 розділи, п'яте — 44. Кожен розділ присвячено одній теоремі; часто обговорюється кілька доведень, а також близькі результати.
Книга охоплює широке коло галузей математики: теорію чисел, геометрію, аналіз, комбінаторику і зокрема теорію графів. Сам Ердеш вносив багато пропозицій щодо книги, але помер до опублікування.

### Теми
Теорія чисел
- Шість доведень нескінченності множини простих чисел
- Постулат Бертрана
- Біноміальні коефіцієнти (майже) ніколи не є степенями
- Подання чисел у вигляді сум двох квадратів
- Закон взаємності квадратичних лишків
- Кожне скінченне кільце з діленням — поле
- Деякі ірраціональні числа
- Три рази про {\displaystyle \pi ^{2}/6}

Геометрія
- Третя проблема Гільберта: розбиття многогранників
- Прямі на площині та розкладання графів
- Задача про напрямки
- Три застосування формули Ейлера
- Теорема Коші про жорсткість
- Дотикання симплексів
- Кожна велика точкова множина має тупий кут
- Гіпотеза Борсука

Математичний аналіз
- Множини, функції та гіпотеза континууму
- На славу нерівностей
- Основна теорема алгебри
- Один квадрат і непарне число трикутників
- Теорема Поя про многочлени
- Про лему Літтлвуда та Оффорда
- Котангенс та прийом Герглотца
- Задача Бюффона про голку

Комбінаторика
- Принцип Діріхле та подвійний рахунок
- Плиткові розбиття прямокутників
- Три знамениті теореми про скінченні множини
- Тасування карт
- Шляхи на ґратці та визначники
- Формула Келі для числа дерев
- Тотожності та бієкції
- Доповнення до повних латинських квадратів

Теорія графів
- Задача Дініца
- Задача про п'ять фарб для плоских графів
- Як охороняти музей (Задача про картинну галерею)
- Теорема Турана про графи
- Зв'язок без помилок
- Хроматичне число графів Кнезера
- Про друзів та політиків
- Імовірність (іноді) спрощує перерахування